# Viktor Petrén

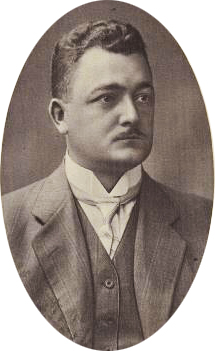
Viktor Petrén 1915.

Viktor Esaias Oktavus Petrén, född 27 juli 1876 i Halmstads socken, Malmöhus län, död 26 januari 1960 i Sigtuna, var en svensk jurist och politiker (liberal).

## Biografi
Petrén blev 1897 filosofie kandidat och 1901 juris kandidat vid Lunds universitet, var 1908 och 1910–1911 tillförordnad revisionssekreterare samt blev 1912 fiskal och 1914 hovrättsråd i Svea hovrätt. Han var en kortare tid (1914) expeditionschef i Civildepartementet, 1915–1918 justitieombudsman och 1935–1943 divisionsordförande i hovrätten. Han tillhörde ett flertal kommittéer. Åren 1934–1950 var han ledamot av Folkpartiets förtroenderåd.
Han var son till kyrkoherden Edvard Petrén och Charlotte Göransson samt bror till Thure, Edvard, Alfred, Karl, Jakob, Gustaf, Bror, Ebbe och Louise Petrén.
Viktor Petrén är gravsatt vid Norra krematoriet på Norra begravningsplatsen utanför Stockholm.

## Utmärkelser
- Riddare av Nordstjärneorden, 1914.[1]
- Kommendör av andra klassen av Nordstjärneorden, 6 juni 1931.[2]
- Kommendör av första klassen av Nordstjärneorden, 5 juni 1943.[3]